# Arenaria galiiformis
Arenaria galiiformis är en nejlikväxtart som beskrevs av Cheng Yih Wu. Arenaria galiiformis ingår i släktet narvar, och familjen nejlikväxter. Inga underarter finns listade i Catalogue of Life.